# Famille Hallé
 (février 2013).
Si vous disposez d'ouvrages ou d'articles de référence ou si vous connaissez des sites web de qualité traitant du thème abordé ici, merci de compléter l'article en donnant les références utiles à sa vérifiabilité et en les liant à la section « Notes et références ».
Cette page explique l’histoire ou répertorie les différents membres de la famille Hallé.

## Membres de la famille Hallé
La famille Hallé est une famille parisienne d'origine normande qui a donné de peintres français aux XVIIe et XVIIIe siècles :
- Geoffroy Hallé Ier, principal du collège des Bons-Enfants de Rouen ;
  - Geoffroy Hallé II, fils du précédent, bourgeois de Rouen, marié à Marguerite de Tourny, inhumé dans l'église Saint-Vivien le 15 avril 1639,
    - Jean-Baptiste Hallé Ier, orfèvre et bourgeois de Rouen, marié à Marguerite de la Fosse, décédé après 1651 ;
      - Geoffroy Hallé III, clerc tonsuré du diocèse de Paris, assiste au mariage de son oncle Daniel Hallé ;
      - Jean-Baptiste Hallé II, peintre à Paris ;

    - Daniel Hallé (1614-1675), peintre, marié à Paris avec Catherine Coquelet le 27 février 1650 ;
      - Claude Guy Hallé (1652-1736), fils du précédent, peintre du roi, reçu à l'Académie royale de peinture le 28 décembre 1682, marié avec Catherine Boutet le 8 décembre 1697, décédée en juin 1712, élu professeur à l'Académie en 1702 ;
        - Marie-Anne Hallé, mariée en 1729 avec le peintre Jean Restout ;
        - Noël Hallé (1711-1781), fils du précédent, membre de l'Académie royale de peinture en 1746, il prend alors part à tous les Salons jusqu'à sa mort, marié le 3 février 1751 avec Françoise-Geneviève Lorry. Il a remplacé le peintre Natoire à l'Académie de France à Rome en 1775 pour y remettre de l'ordre, chevalier de l'ordre de Saint-Michel en 1777, il est anobli avec des armes parlantes ;
          - Jean Noël Hallé (1754-1841), fils du précédent.

- Rose-Marie Hallé, mère du peintre portraitiste Rosalie Filleul, de l'Académie de Saint-Luc.

## Armes, blason, devises
- Charles Hallé, conseiller au Parlement de Paris, 1696. "D'azur à la fasce d'argent chargée de deux coquilles de sable oreillées accompagnée de trois étoiles d'or."
- Jean Hallé, échevin de Paris, 1599. "D'argent au phénix de sable sur son bûcher allumé de gueules au chef d'azur chargé d'un soleil d'or."
- Noël Hallé, peintre du roi, écuyer en 1777 : "D'azur au chevron d'or surbrisé chargé de deux demi-vols d'argent en chef et d'un en pointe"[1].

## Pour approfondir